# Zingiber neglectum
Zingiber neglectum là một loài thực vật có hoa trong họ Gừng. Loài này được Theodoric Valeton miêu tả khoa học đầu tiên năm 1904.

## Mẫu định danh
Mẫu định danh: Không số, thu thập ở tọa độ 6°42′58″N 106°44′1″Đ / 6,71611°N 106,73361°Đ, tại Gunung Salak, tỉnh Tây Java. Mẫu holotype này lưu giữ tại Trung tâm Nghiên cứu Sinh học Indonesia tại Cibinong (BO).

## Từ nguyên
Tính từ định danh neglectum (giống đực: neglectus, giống cái: neglecta) là tiếng Latinh; nghĩa là bị lãng quên, bỏ quên.

## Phân bố
Loài này là bản địa/đặc hữu đảo Java; có tại tỉnh Tây Java (núi Salak) và tỉnh Trung Java (đảo Nusa Kambangan), Indonesia. Môi trường sống là rừng, ở cao độ tới 600 m.

## Phân loại
Valeton (1904) xếp Z. neglectum trong tổ Lampuzium (= Zingiber).

## Mô tả
Lá không cuống tới có cuống rất ngắn có rãnh, dày đặc, hình mác hẹp-thuôn dài, đỉnh nhọn thon, đáy nhọn hoặc tù, khi khô hơi dạng màng và màu gần ánh vàng, nhiều gân-sọc, gân gần thẳng đứng, mặt trên hơi rõ nét, dài 45 cm, rộng 5 cm, gần nhẵn nhụi (gân giữa có lông tơ tới đáy), bẹ có lông tơ. Lưỡi bẹ chẻ đôi gần tới đáy, các thùy thuôn dài thuôn tròn dạng màng, dài 13 mm, rộng 4 mm, đáy có lông tơ. Cán hoa thuôn dài màu xanh lục, cao khoảng 50 cm, đường kính 1,5 cm, bẹ dạng lá bắc gốc thuôn tròn, mép dạng màng, đỉnh hầu như không có mấu nhọn. Cụm hoa gần dạng vảy (khi khô tương tự như ở Curcuma), ban đầu hình cầu, sau thuôn dài và tới khi nở hoa thì thuôn dài-hình trứng, dài tới 16 cm, rộng tới 5 cm. Lá bắc hình trứng ngược, rộng cũng như dài, mép lá bắc trên cắt cụt rộng-cụp trong hoặc gần cuốn trong, lá bắc dưới dài 3 cm, rộng 4 cm, màu xanh lục với mép màu nâu ánh đỏ xỉn, tổng thể lồi và hơi hở, khe hở rời ở trên (nói chung nước có thể chảy vào trong mùa mưa). Lá bắc con dài bằng lá bắc, dài ~ 3m, dạng bẹ hình ống, đỉnh hơi có răng màu ánh đỏ, phần còn lại như thủy tinh. Đài hoa ngắn hơn lá bắc, dạng mo, như thủy tinh. Ống tràng được bao bọc trong lá bắc, dài 3 cm, các thùy tràng hoa dài ~1,5 cm. Cánh môi 3 thùy; thùy giữa hình trứng tới trứng rộng, nguyên, dài ~1,5 cm; các thùy bên nhỏ, thuôn dài, dài 6 mm, trên cả hai phần của nhị lép, thẳng đứng, khi nở hoa thì hở rộng, tổng thể màu tím đốm trắng. Nhị màu trắng; phần phụ liên kết thuôn dài, cong vào. Lá bắc con dưới quả hình trứng hơi nhọn, mép màu đỏ, cụp trong. Quả nang được lá bắc và lá bắc con bao quanh và ngắn hơn cả hai, mảnh vỏ mọng, mặt ngoài màu hồng nhạt, mặt trong màu trắng; các mảnh vỏ ở lưng, lá bắc con màu rượu nho, nhọn, áp ép trên mảnh vỏ.
Các lá bắc hình túi với miệng hình bán nguyệt của nó tương tự như của Z. macradenium; nhưng nó khác với loài này ở tất cả các đặc trưng khác. Về hoa và các bộ phận sinh dưỡng thì nó rất gióng với Z. inflexum nhưng hình dạng lá bắc (với miệng hình xoan ở Z. inflexum) thì nó rất khác, tới mức chỉ một đặc điểm này đã đủ để không thể gộp nó vào Z. inflexum.